# Tabernaemontana hallei
Espèce
Synonymes
- Gabunia hallei Boiteau[1]

Statut de conservation UICN

 VU B2ab(iii) : Vulnérable
Tabernaemontana hallei (Boiteau) Leeuwenb. est une espèce de plantes à fleurs de la famille des Apocynaceae et du genre Tabernaemontana, présente au Cameroun et au Gabon.

## Étymologie
Son épithète spécifique hallei rend hommage au botaniste et collecteur français Nicolas Hallé, qui récolta l'holotype au Gabon.

## Description
C'est un arbuste glabre, dont la hauteur est comprise entre 0,6 et 2,5 m de hauteur, poussant sur les berges marégageuses dans la forêt tropicale, à une altitude comprise entre 0 et 700 m.

## Distribution
Relativement rare, l'espèce a été observée dans plusieurs localités au sud du Cameroun et au Gabon. Elle est considérée comme vulnérable.